# Théâtre Dolby
Le théâtre Dolby (anciennement théâtre Kodak avant la faillite de Kodak en 2012) est une salle de spectacle du complexe Hollywood and Highland Center, situé sur Hollywood Boulevard à Los Angeles, en Californie. Il a ouvert le 9 novembre 2001, à l'endroit autrefois occupé par le Hollywood Hotel. Il est le lieu officiel de la cérémonie de remise des Oscars du cinéma depuis mars 2002. Il doit son nom actuel à la société Dolby, pionnière de la technologie sonore, nouveau sponsor depuis 2012.
Avec sa jauge de 3 332 sièges, il accueille également des soirées spéciales, ainsi qu'Iris, un spectacle en résidence du Cirque du Soleil.
Le mercredi 15 février 2012, le tribunal new-yorkais des faillites autorise l'ancien fleuron de la pellicule photo, en dépôt de bilan, à rompre son contrat de parrainage. La rupture du contrat, validée par le tribunal, prend effet immédiatement. Le contrat de parrainage qui liait Kodak à la société CIM Group (en), qui exploite le théâtre où se tiennent les Oscars et le centre commercial attenant, était chiffré à 72 millions de dollars sur vingt ans, soit 3,6 millions par an.

## Présentation
Le théâtre a été conçu tout spécialement pour la cérémonie de remise des Oscars. Il offre une capacité de 3 400 places assises et la scène, de 34 mètres de large sur 18 de profondeur, est l'une des plus grandes des États-Unis.
Le propriétaire est le groupe CIM, qui le loue à l'Academy of Motion Picture Arts and Sciences pour le soir de la cérémonie.
Le hall d'entrée est flanqué de colonnes affichant le palmarès des films primés depuis 1927-1928 dans la catégorie « Oscar du meilleur film », avec en blanc l'espace pour les prochains lauréats.
Le reste de l'année, des artistes tels que Céline Dion, Elvis Costello, Barry Manilow, Ian Anderson et David Gilmour se produisent sur scène.
À cela s'ajoutent des comédies musicales de Broadway, des ballets, des concerts de musique classique et des opéras.
Les autres temps forts du théâtre se partagent entre la cérémonie du « Life Achievement Award », remis par l'AFI , les ESPY Awards, récompense annuelle de  l'excellence sportive et la finale de American Idol (la « Nouvelle Star » américaine).
En 2005, la firme Nintendo a choisi le théâtre pour promouvoir sa nouvelle console Wii, avant le lancement de l'E3.
Nintendo a loué à nouveau l'endroit en 2006 et 2008 pour y tenir leur conférence annuelle toujours a l'occasion de l'E3.
Depuis l'été 2011, le Cirque du Soleil présente un spectacle permanent dans celui-ci. Cette production sera présentée pour une période de 10 ans. Ce spectacle, qui met en vedette 75 artistes, est présenté 368 fois par année, le spectacle s’arrêtant quelques semaines avant la cérémonie des oscars pour la préparation de la scène. Cette méga-production a comme thème la place d'Hollywood dans l'histoire du cinéma.
En 2015, l'éditeur Bethesda Softworks y présenta pour la première fois de leur existence une conférence a l'occasion de l'E3, notamment pour y presenter leur jeux, Fallout 4, Dishonored 2 et Doom.
En décembre 2015, la grande première mondiale de Star Wars, épisode VII : Le Réveil de la Force s'est déroulée au Dolby.